# دبیرستان استایوسنت
دبیرستان استایوسنت (انگلیسی: Stuyvesant High School ; ‎/staɪvəsənt/‎) که به سْتای ‎/ˈstaɪ/‎ یا استایوسنت مشهور است، گزینشی‌ترین از بین نه دبیرستان تخصصی در نیویورک، آمریکاست. این مدرسه که توسط اداره آموزش نیویورک اداره می‌شود به ساکنان این شهر آموزش پیشرفته بدون شهریه ارائه می‌کنند. استایوسنت یک دبیرستان هنرهای آزاد متمرکز بر آماده‌سازی دانشگاهی علوم، فناوری، مهندسی و ریاضیات است.
پذیرش به استایوسنت نیازمند قبولی در آزمون ورودی دبیرستان‌های تخصصی است. هر نوامبر در حدود ۳۰۰۰۰ کلاس هشتمی و نهمی این آزمون ۳ ساعته را برای پذیرش در دبیرستان‌های تخصصی می‌دهند. در حدود ۹۰۰ تا ۹۵۰ متقاضی هر ساله پذیرفته می‌شوند.